# Demchugdongrub
 (mars 2019).
Si vous disposez d'ouvrages ou d'articles de référence ou si vous connaissez des sites web de qualité traitant du thème abordé ici, merci de compléter l'article en donnant les références utiles à sa vérifiabilité et en les liant à la section « Notes et références ».
Le Prince Demchugdongrub (8 février 1902 - 23 mai 1966) fut le chef du mouvement d’indépendance en Mongolie-Intérieure et du gouvernement autonome pro-japonais du Mengjiang durant la guerre sino-japonaise. Son nom chinois est Xixian (希賢).
C’est un personnage controversé. Certains voient en lui un nationaliste mongol partisan du Pan-mongolisme. D’autres le considèrent comme un traître et comme un pion entre les mains des Japonais durant la Seconde Guerre mondiale.

## Noms
- De Noyan en Mongol
- De Wang (德王) en Chinois
- Certain Mongols l’appelaient Prince Wang De (德王爺)
- Dans les documents chinois, son nom est Demuchukedonglupu (德穆楚克棟魯普)

## Origines
Né dans la Bannière du Blanc Ordinaire (正白旗) dans la province de Chahar, Demchugdongrub était le fils unique de Namuzilewangchuke (那木濟勒旺楚克), le chef de la ligue de Xilin Gol (锡林郭勒盟 Xīlínguōlè méng) et le Prince Préfet de la bannière de droite de Su’nile (蘇尼特右旗札薩克多羅杜棱郡王).
Après la mort de Namuzilewangchuke en 1908, Demchugdongrub, âgé de six ans, avec l’approbation de l’empire Qing, hérita des titres de son père. Demchugdongrub étudia le mongol, le chinois et le mandchou. Après la chute de la dynastie Qing, Yuan Shikai, en 1912, changea le titre de Demchugdongrub en Jinong de Zhasakeheshiduling.
Demchugdongrub fut nommé membre du Comité Provincial de Chahar en 1929. En 1931, à la mort de Yang Cang (楊桑), il hérita du titre de son père de chef de la Ligue de Xilin Gol.

## Collaboration avec les Japonais
En février 1936, l'empire du Japon, avec l'aide du Mandchoukouo, établit un Gouvernement Militaire Mongol (蒙古軍總司令部) avec Demchugdongrub à sa tête et le Japonais Yamauchi comme conseiller. Le but de cet organisme était de reformer la Mongolie avec tous ses territoires pour perpétuer la lignée des Mongols, héritée de Gengis Khan. Mais cette première tentative fut un échec, l'Armée nationale révolutionnaire du gouvernement chinois battant les troupes indépendantistes mongoles en novembre 1936.
Le 8 décembre 1937, le Prince Mongol De Wang (Demchugdongrub) déclara l’indépendance de la Mongolie Intérieure en tant que Mengjiang, ou Mengkukuo, et signa des accords avec le Mandchoukouo et le Japon. La capitale fut établie à Chan Pei, près de Kalgan (actuellement Zhangjiakou), avec un contrôle du gouvernement fantoche qui s’étendait sur les environs de Hohhot. La capitale fut déplacée plus tard [Où ?].

Drapeau du Mengjiang.

Après l’alliance Mengjiang-Mandchoukouo, Puyi décerna le titre de Jinong de Wude (武德) à Demchugdongrub.
Le 4 août 1941, le Mengjiang fut de nouveau rebaptisé en Fédération Autonome de Mongolie (menggu zizhi bang 蒙古自治邦). Bien que créé pour canaliser le nationalisme mongol et soutenir les ambitions japonaises, cet objectif fut sapé à la base parce que les Japonais dessinèrent les frontières du Mengjiang de telle sorte que ce fût un État peuplé à 80 % par des Chinois Han.
L'invasion soviétique de la Mongolie-intérieure et la capitulation du Japon entrainèrent la disparition du Mengjiang.

## Chute
Après la Seconde Guerre mondiale, et l’effondrement de la Fédération, Demchugdongrub vécut à Pékin sous la protection du Guomindang. Lorsque le Parti communiste chinois contrôla l’ensemble du pays, Demchugdongrub se débrouilla pour atteindre la partie orientale de la Mongolie-Intérieure et établir un Gouvernement Autonome en août 1949. En décembre 1949, poussé par l’Armée populaire de libération, il dut se réfugier en Mongolie extérieure. Initialement bien accueilli, il fut capturé en février 1950 puis extradé en Chine en septembre où il fut accusé de trahison. Placé sous haute surveillance, il écrivit ses mémoires et fut gracié treize ans plus tard. Jusqu’à sa mort en 1966 à Hohhot, il travailla au musée d’histoire de Mongolie-Intérieure.